# Gouraincourt
Gouraincourt település Franciaországban, Meuse megyében. Lakosainak száma 70 fő (2022. január 1.). Gouraincourt Domremy-la-Canne, Éton, Senon, Spincourt és Vaudoncourt községekkel határos.

## Népesség
A település népességének változása:
| Lakosok száma | 64   | 40   | 36   | 49   | 50   | 56   | 59   | 63   | 64   | 70   |
|               | 1968 | 1990 | 1999 | 2011 | 2013 | 2016 | 2017 | 2019 | 2020 | 2022 |